# Terremoto del Tíbet de 2025
El terremoto del Tíbet de 2025 fue un sismo ocurrido a las 09:05 (hora local) del martes 7 de enero que alcanzó una magnitud de 7.1 y afectó el condado de Tingri, situado en la Región autónoma del Tíbet, en el suroeste de China. Es el terremoto más mortífero desde 2023 y el tercero más fuerte desde 2021.

## Información tectónica
La meseta tibetana alcanza su gran elevación debido al engrosamiento de la corteza terrestre causado por la colisión de la placa tectónica india con la placa euroasiática, creando el Himalaya. Las fallas dentro de la meseta están asociadas con mecanismos normales y de deslizamiento. La meseta se extiende en dirección este-oeste, como lo demuestran los grabens de choque de norte a sur, fallas de deslizamiento y datos de GPS. En la región norte, las fallas de deslizamiento constituyen el estilo dominante de tectónica, mientras que en el sur, el dominio tectónico dominante es la extensión este-oeste en fallas normales con tendencia norte-sur.
Los terremotos más grandes en el Tíbet, con magnitudes de 8,0 o similares, ocurren a lo largo de fallas de rumbo. Los terremotos normales en fallas son de menor magnitud. En 2008, se produjeron cinco terremotos normales con magnitudes de 5,9 a 7,1 en varios lugares de la meseta. Estos terremotos ocurrieron en fallas con ángulos de inclinación de 40 a 50 grados y se extendieron a una profundidad de 10 a 15 km (6,2 a 9,3 millas).
Un estudio de 2010 en Geophysical Journal International observó que, en los últimos 43 años, el 85 por ciento del momento sísmico liberado durante fallas normales ocurrió en áreas de más de 5 km (3,1 millas) de elevación. Esto puede sugerir que los terremotos normales en fallas dependen de la energía potencial gravitacional para desencadenar estas rupturas.

## Terremoto
El Servicio Geológico de Estados Unidos dijo que el terremoto midió una magnitud de momento (Mww) de 7,1, mientras que el Centro de Redes Sísmicas de China informó que su magnitud era de Ms 6,8. Ocurrió como resultado de fallas normales dentro de la meseta tibetana. Las soluciones del mecanismo focal indican que la ruptura se produjo en una falla de norte a sur, con una inclinación moderada hacia el este o el oeste. El epicentro se ubicó en el municipio de Tsogo, en el condado de Tingri, un área con una altitud promedio de 4500 m (14 800 pies). La magnitud del momento y la magnitud de la onda superficial (Ms) son dos formas ligeramente diferentes de medir la fuerza de un terremoto; la magnitud del momento se desarrolló recientemente para medir la energía total liberada por el terremoto.
El temblor se sintió ampliamente y llegó a Katmandú, la capital de Nepal, situada aproximadamente a 400 kilómetros (250 millas) del epicentro. También se sintieron fuertes temblores en zonas cercanas al monte Everest, incluidas Lobuche y Namche. Los efectos del terremoto se extendieron a Timbu, la capital de Bután, así como a los estados del norte de la India de Bihar, Assam y Bengala Occidental. A pesar de la intensidad, no hubo informes inmediatos de daños o víctimas desde Nepal, India o Bangladés, según confirmaron funcionarios gubernamentales.

## Daños y víctimas

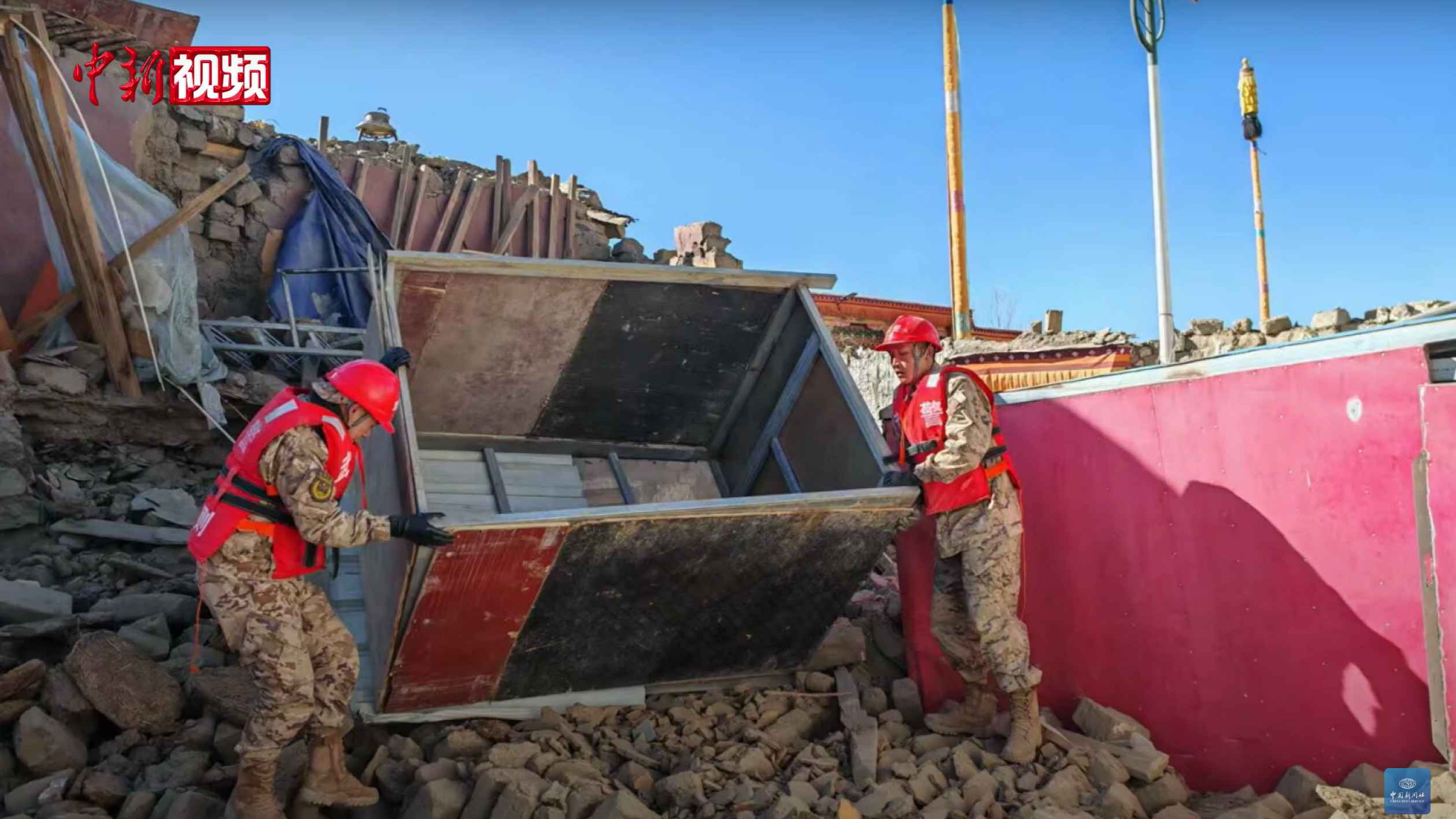
Bomberos y rescatistas en los escombros producidos por el terremoto en Shigatse

El terremoto mató al menos a 126 personas, hirió a más de 350 y derrumbó más de 3600 viviendas en el Tíbet. Se produjeron muertes en los condados de Tingri, Lhatse y Sa'gya. Más de mil viviendas se derrumbaron en el condado de Tingri. En el condado de Lhatse, los escombros cubrieron calles y vehículos y un hotel resultó dañado. Más de 170 estaciones de China Mobile quedaron inutilizadas por el terremoto, aunque los servicios móviles se restablecieron nueve horas después. En Nepal, trece personas resultaron heridas, once de ellas en Bara, una en Kavrepalanchok y otra en Katmandú. Dos casas fueron destruidas y otras doce y una comisaría de policía sufrieron daños en todo el país. En Bihar, India, varias viviendas sufrieron daños leves en el distrito de Samastipur.

## Respuesta
Tras el terremoto, más de 14 000 efectivos de rescate, 340 trabajadores médicos, 75 vehículos, cuatro perros de búsqueda y 7.030 equipos fueron enviados al epicentro. La Administración Meteorológica de China emitió una alerta de emergencia de nivel tres para la zona. Para evitar más víctimas durante posibles réplicas, se evacuó a los residentes. Los funcionarios locales también asignaron recursos de los departamentos de transporte, agua y administración de la aldea para ayudar en las tareas de rescate. El Comando de Ayuda para Terremotos del Consejo de Estado y el Ministerio de Gestión de Emergencias, en conjunto con la Administración Nacional de Alimentos y Reservas Estratégicas, distribuyeron 22 000 unidades de suministros de socorro centralizados, incluyendo tiendas de campaña de algodón, abrigos de algodón, edredones y camas plegables, así como materiales de socorro especializados para regiones de gran altitud y frío extremo en las zonas afectadas. La fuerza aérea nacional también participó en los esfuerzos de rescate y envió drones al área. Se desplegaron carga aérea, servicios médicos, fuerzas terrestres y helicópteros del Comando de la Fuerza Aérea del Teatro Occidental.